# Sara Isakovič
Sara Isakovič (* 9. Juni 1988 in Bled, Jugoslawien) ist eine ehemalige slowenische Schwimmerin, welche die meiste Zeit ihrer Kindheit in Dubai verbracht hat.

## Werdegang
Bevor Isakovič in die USA ausgewandert ist um in Berkeley an der University of California zu studieren und dort mit dem Schwimmteam der CalBears zu trainieren, gehörte sie dem Schwimmverein Žito Gorenjka Radovljica in Radovljica, Slowenien an und wurde dort von Miha Potočnik trainiert.
Das erste Mal erschien Isakovič bei den Olympischen Sommerspielen 2004 in Athen bei einem großen internationalen Schwimmbewerb. Sie trat dort über 50 Meter, 100 Meter und 200 Meter Freistil, sowie mit der slowenischen 4-mal-200-Meter-Freistilstaffel an und konnte mit dem 18. Platz über 200 Meter ihr bestes Einzelergebnis verbuchen. Mit der Staffel erreichte sie den 16. Platz.
Im Dezember des gleichen Jahres, bei den Kurzbahneuropameisterschaften 2004 in Wien schaffte sie jeweils über 200 und 400 Meter Freistil den Einzug in das Finale und belegte über 200 Meter den fünften und über 400 Meter den achten Endrang.
Ihre ersten internationalen Erfolge feierte sie bei den Mittelmeerspielen 2005 in Almería, als sie über 200 und 400 Meter Freistil jeweils die Silbermedaille gewann. Nur knapp einen Monat später, bei den Schwimmweltmeisterschaften in Montreal erreichte sie das Finale über 200 Meter Freistil und wurde schlussendlich Fünfte.
2005 belegte sie außerdem noch den achten Rang über ihre Spezialstrecke, den 200 Meter Freistil, bei den Kurzbahneuropameisterschaften in Triest.
Ihren bislang einzigen Titel bei großen internationalen Wettkämpfen ist der Europameistertitel 2008, bei den Schwimmeuropameisterschaften in Eindhoven über 200 Meter Freistil. Außerdem ging sie bei diesen Wettkämpfen auch über 100 Meter Freistil und 100 Meter Schmetterling an den Start und wurde dort jeweils Achte.
Größtes internationales Aufsehen erregte Isakovič bei den Olympischen Sommerspielen 2008 in Peking, als sie hinter Federica Pellegrini die Silbermedaille über 200 Meter Freistil gewann.

## Privates
Sara Isakovič’ Onkel Mile Isaković wurde 1984 mit Jugoslawien Olympiasieger im Handball.